# New Gwadar International Airport
New Gwadar International Airport är en ny flygplats som började anläggas 2019 och invigdes år 2024 i Gurandani öster om staden Gwadar i Baluchistan i Pakistan.
Staden Gwadar hade tidigare en internationell flygplats, Gwadar International Airport, som låg i norra delen av stadsområdet, 14 kilometer norr om centrum. Den togs i drift 1966 och lades ned 2024 när den nya flygplatsen invigdes. Den nya, och mycket större flygplatsen, ligger  26 kilometer öster om staden och har finansierats av Kina, inom ramen för en kinesisk satsning på Gwadar inom projektet "Ett bälte, en väg". Startceremonin skedde i mars 2019 och flygplatsen som var planerad att vara färdig att tas i bruk 2022 invigdes i en virtuell ceremoni den 14 oktober 2024. 17 kvadratkilometer har avsatts för entreprenaden, som beräknas kosta 246 miljoner USD.
Flygplatsen avses, förutom passagerartrafik, hantera frakt av 30 000 ton gods per år. Den har  en 3 658 meter lång och 75 meter bred landnings- och startbana.
Pakistan Civil Aviation Authority har kontrakterat China Communications Construction Company för flygplatsens anläggande.

## Underlag för en storflygplats i Gwadar
Gwadar är en stad med en befolkning på omkring 85 000 invånare som redan har en flygplats. Denna hade 2017/2019 34 000 passagerare. Den största destinationen var till och från Karachi, med en flygtur per dag (2019). Landets största flygplats, Jinnah International Airport i Karachi har 6,6 miljoner passagerare. Pakistans planeringskommission räknar med att flygtrafiken kommer att öka med i genomsnitt 2,84 procent per år.